# Géza II. Ogrski
Géza II. (madžarsko II. Géza, hrvaško Gejza II.), hrvaški in  ogrski kralj (1141-1162), * 1130, † 31. maj 1162, pripadnik dinastije Árpádovcev. 

## Življenje
Géza II. se je okrog leta 1030 rodil ogrskemu kralju  Béli II. in Heleni Raški. Oženjen je bil z Eufrozino Kijevsko.  Umrl je 31. maja 1162. Med njegovimi otroki sta bila tudi Štefan III. in mlajši  Béla III.

## Vladavina
Géza II. je bil ob nastopu kraljevanja še mladoleten, zato je bil v varstvu matere Helene Raške in srbskega strica Beloša, materinega brata. Helena in Beloš sta se morala ukvarjati z domnevnim Gézinim sorodnikom Borisom Kolomanovičem, ki je trdil, da je potomec kralja Kolomana in se je potegoval za ogrski prestol. Boris je pomoč poiskal najprej pri Nemcih in kasneje pri Bizantincih. Nemce je uspel prepričati za invazijo na Ogrsko (1145-1146). S pomočjo bavarskega vojvode Henrika II. in s pomočjo Češke je Boris za kratek čas uspel zavzeti Bratislavo, a jo je v zameno za kompenzacijo kmalu izročil Ogrski. Géza II. se je v boju med nemškimi velikaši postavil na stran Welfov in leta 1146 porazil mejnega grofa Henrika Avstrijskega, ki je podpiral Staufovce. Bizanc Borisu v vseh teh dogajanjih tedaj še ni nudil prave pomoči. Ogrska in Hrvaška sta bili tedaj v nevarni situaciji, saj sta  tako Bizanc kot Rimsko-nemško cesarstvo hotela osvojiti ti deželi.
Leta 1147 so skozi Ogrsko potovali križarji, ki so se odpravili na drugo križarsko vojno (1147-1149). Odnosi z Nemci so bili v tem letu še vedno tako zelo napeti, da je kralj Konrad III. Nemški skozi Ogrsko korakal kot sovražnik, s francoskim vladarjem Ludvikom VII. pa je bil Géza v dobrih odnosih. Toda Ludvik VII. Gézi vseeno ni hotel izročiti Borisa, ki se je medtem zatekel pod njegovo okrilje, ampak mu je omogočil, da se je umaknil v Bizanc.
Med letoma 1148 in 1152 se je Géza večkrat vpletal v spopade v Kijevski Rusiji, kjer je podpiral svojega sorodnika Izjaslava. Sočasno s temi dogodki je novi bizantinski cesar Manuel I. Komnen izkoriščal nesoglasja med Árpádovci in je proti ogrskemu vladarju po principu starešinstva (seniorata) končno tudi zares podprl domnevnega Borisa Kolomanoviča. Géza je vstopil v zavezništvo s svojim sorodnikom, srbskim velikim županom Urošem II., ki ga je ogrožal Bizanc. Po nekaterih je prav Géza leta 1149 naredil prvi korak in napadel Bizantince. Po drugi strani je možno, da je cesar Manuel takoj po koncu križarske vojne prešel v ofenzivo proti zahodu, da bi tako preprečil nadaljnje pohode zahodnjakov na vzhod. Vsekakor se je odločil napredovati preko Srbije proti Hrvaški in Ogrski. Že leta 1149 je vpadel v ogrsko zaveznico Raško in si tako pridobil izhodišče za vpade na Ogrsko, Hrvaško in v Dalmacijo. Srbski veliki župan Uroš II. je zaman čakal na obljubljeno ogrsko in normansko podporo, tako da je Manuel lahko proti njemu uporabil glavnino svojih vojaških sil. Srbska usoda je bila zapečatena leta 1150, ko so bili Ogri in Srbi poražen pri reki Tari. Manuel je na vojaškem pohodu proti Ogrski leta 1151 s seboj pripeljal tudi Borisa. Toda bizantinski vladar ni imel sreče: Boris je na bizantinski strani leta 1153 ali 1154 v boju izgubil življenje, Manuela so v tem času ogrožali Normani. Na drugi strani je Géza II. po uničenju Raške spoznal, da ima na nasprotni strani premočnega nasprotnika in vladarja sta bila konec leta 1155 pripravljena končati vojno.  Madžari so za nekaj časa izgubili Zemun in še nekaj pokrajin oziroma mest.
V tridesetih letih sta Beloš in Helena utrdila avtoriteto mladega vladarja, ki je bil v petdesetih tako močan, da si je lahko privoščil hkratne spopade z Bizantinci in z Rusi. Toda ti spopadi Ogrski in Hrvaški niso prinesli nobenih koristi, dolga leta raznih spopadov so Ogrsko dejansko destabilizirala. Del ogrskih velikašev se z vladarjem ni strinjal in je verjetno podpiral pro-bizantinsko politiko. Kakorkoli že- uporna struja velikašev je podprla Gézinega brata Štefana, ki se mu je pridružil tudi brat Ladislav. Štefan si je leta 1157 skušal zagotoviti tako podporo bizantinskega cesarja Manuela kot tudi svetorimskega cesarja Friderika I., toda Géza je Friderika sprva pridobil na svojo stran. Na drugi strani je Manuel podpiral Gézinega brata Štefana. Razmere so se poslabšale leta 1159, ko je med Friderikom in papežem Aleksandrom III. prišlo do razkola. Ko je Géza 13. maja 1162 umrl, je sinu Štefanu III. prepustil prestol, ki sta ga ogrožala oba Gézina brata. Oslabljeni Ogrska in Hrvaška v letu 1159 nista izkoristili upora Zadra proti nadvladi Benečanov.